# Orquestra Nacional Bordeus Aquitània
L'Orquestra Nacional Bordeus Aquitània (en francès, Orchestre National Bordeaux Aquitaine - ONBA) és una orquestra simfònica francesa amb seu a Bordeus. El seu principal local de concerts és el Palau dels Esports (Palais des sports). A més dels seus concerts simfònics regulars, la ONBA serveix com l'orquestra que acompanya a l'Òpera Nacional de Bordeus i el seu ballet. La ONBA també participa en festivals de música francesa com La Cardi Journée (Nantes) i el Festival de La Ròca d'en Tarron. La ONBA rep suport financer de l'Ajuntament de Bordeus, el Ministeri de Cultura de França i el Consell Regional d'Aquitània.
La ONBA té les seves arrels històriques en les conjunts instrumentals amb seu a Bordeus. El primer d'ells és l' Orchestre de la Société Sainte-Cécile (Orquestra de la Societat Santa Cecilia), establerta en 1853 pel director del Gran Teatre de Bordeus, Charles Mézeray. La segona organització data de 1932, la Association des Professeurs du Conservatoire (Associació de Professors del Conservatori), que va establir Gaston Poulet, el director del conservatori de la ciutat. En 1940, els dos conjunts van ser essencialment fusionades, sota la direcció de Poulet, per formar la Société des Concerts du Conservatoire (Societat de Concerts del Conservatori). El conjunt treballa també amb el Gran Teatre de Bordeus.
Després de la Segona Guerra Mundial, Poulet va dimitir del conservatori de Bordeus i l'orquestra. L'orquestra va ser rebatejada com Orchestre Philharmonique de Bordeaux ("Orquestra Filharmònica de Bordeus"), i un nou líder va assumir punt l'orquestra com el conservatori, Georges Carrère, qui va exercir el càrrec fins a 1963. En 1963, Jacques Pernoo es va convertir en el director de l'orquestra, i l'orquestra va canviar de nom novament, al de Orchestre Symphonique de Bordeaux ("Orquestra Simfònica de Bordeus"). En 1972, l'orquestra va adquirir un altre nom nou, la Orchestre de Bordeaux Aquitaine ("Orquestra de Bordeus Aquitània"). Amb les polítiques de descentralització de Marcel Landowski en la música francesa, l'orquestra va subratllar les seves activitats regionals. Durant el lideratge del seu llavors director musical, Roberto Benzi, l'orquestra va aconseguir una força de 95 músics. Amb el posterior lideratge musical d'Alain Lombard, des de 1988 fins a 1995, l'orquestra va rebre el seu actual nom, la Orchestre National Bordeaux Aquitaine, i es va estendre al seu actual complement d'al voltant de 120 músics.
L'actual director musical de la ONBA és el director canadenc-trinitario Kwamé Ryan, des de la temporada 2007-2008. Entre els principals directors convidats de la ONBA han estat Yutaka Sado, des de 1999 fins a 2004. La ONBA ha fet enregistraments comercials per a segells com Naxos Records, Harmonia Mundi, i Mirés.

## Directors musicals
- Gaston Poulet (1940–1944)
- Georges Carrère (-1963)
- Jacques Pernoo (1963–1972)
- Roberto Benzi (1972–1987)
- Alain Lombard (1988–1995)
- John Neschling (1996–1998)
- Hans Graf (1998–2004)
- Kwamé Ryan (2007–present)